# بر سر جنازه‌ات
بر سر جنازه‌ات (انگلیسی: Over Your Dead Body) فیلمی در ژانر ترسناک فراطبیعی به کارگردانی تاکاشی میکه است. این فیلم در تاریخ ۲۳ اوت ۲۰۱۴ منتشر شد. از بازیگران آن می‌توان به ایچیکاوا ابیزو یازدهم و کو شیباساکی اشاره کرد.